# Åsa Bjerkerot
 (juillet 2014).
Si vous disposez d'ouvrages ou d'articles de référence ou si vous connaissez des sites web de qualité traitant du thème abordé ici, merci de compléter l'article en donnant les références utiles à sa vérifiabilité et en les liant à la section « Notes et références ».
Åsa Monica Sigurdsdotter Bjerkerot, née le 12 mai 1959, est une chanteuse, actrice, directrice artistique et musicienne suédoise.

## Filmographie
- 1991 : Froggy et Charlie au pays des pommes de pin (voix)